# Euplexia discisignata
Euplexia discisignata là một loài bướm đêm trong họ Noctuidae.